# スパゲッティ・アッラッサッシーナ
スパゲッティ・アッラッサッシーナ（伊: spaghetti all'assassina、イタリア語発音: [spaˈɡetti allassasˈsiːna]）は、イタリアの地方都市バーリのスパゲッティ料理である。日本語に直訳すると「暗殺者風スパゲッティ」となり、これに由来して暗殺者のパスタ（あんさつしゃのパスタ）とも呼ばれる。
「焦がしたスパゲッティ」を意味するイタリア語でスパゲッティ・ブルチャーティ（伊: spaghetti bruciati、イタリア語発音: [spaˈɡetti bruˈtʃati]）の名前も持ち、おこげパスタとも言われる。

## 概要
スパゲッティ・アッラッサッシーナの調理方法は、その他のスパゲッティ料理とは明確に異なる。スパゲッティは食塩水で茹でられソースで味付けされるのではなく、フライパンで直接調理される。
ソースは典型的には水を加えて薄められたトマトソースであり、リゾットと同様に、ソースはスパゲッティが吸収するペースに合わせてフライパンへ徐々に注ぎ足される。従って、スパゲッティはフライパンの表面で直に焼かれ、メイラード反応を通じて、パスタ料理の中では珍しい特色あるカリカリとした食感が生まれる。

## 歴史
プーリア料理の歴史家であるフェリーチェ・ジョーヴィネ曰く、スパゲッティ・アッラッサッシーナはバーリ中心部のレストラン「Al Sorso Preferito」で1967年に誕生した。

### イタリア国外への波及
スパゲッティ・アッラッサッシーナは実質的にイタリアでしか知られていなかったが、2020年11月15日にアメリカのYouTube チャンネル「Pasta Grammar」が最初の英語のレシピをオンラインで公開すると共に国外へ広まった。